# Colonia Francisco I. Madero, Delicias
Colonia Francisco I. Madero är en ort i Mexiko.   Den ligger i kommunen Delicias och delstaten Chihuahua, i den nordvästra delen av landet, 1 200 km nordväst om huvudstaden Mexico City. Colonia Francisco I. Madero ligger 1 186 meter över havet och antalet invånare är 185.
Terrängen runt Colonia Francisco I. Madero är platt åt sydväst, men åt nordost är den kuperad. Runt Colonia Francisco I. Madero är det glesbefolkat, med 9 invånare per kvadratkilometer. Närmaste större samhälle är Ciudad Delicias, 7,5 km sydväst om Colonia Francisco I. Madero. Trakten runt Colonia Francisco I. Madero består till största delen av jordbruksmark.